# Kennel
Een kennel is een onderkomen voor honden. Het kan een hondenhok of ander bouwwerk zijn waar honden worden gehouden. Vaak wordt met kennel het onderkomen van honden bij een hondenfokker bedoeld.